# Willi Heine
Willi Erwin Kurt Heine (* 25. Dezember 1929 in Wittenberge; † 19. März 2017) war ein deutscher Pädiater und Hochschullehrer.

## Leben und Wirken
Nach Kindheit, Schulzeit und Abitur in Wittenberge studierte Heine ab 1949 an der Medizinischen Fakultät der Universität Rostock, legte dort 1954 das Staatsexamen ab und wurde 1956 zum Dr. med. promoviert.
Von 1956 bis 1958 war er wissenschaftlicher Assistent am Institut für Biochemie an der Martin-Luther-Universität zu Halle/Saale, ab 1958 an der Universitätskinderklinik in Rostock, wo er bis 1961 seine Weiterbildung im Fach Kinderheilkunde absolvierte. Nach Habilitation zum Thema Tierexperimentelle Untersuchungen über die teratogenen Wirkungen des Phthalylglutaminsäureimid (Contergan) und seine Abbauprodukte wurde er 1967 zum Dozenten ernannt, zehn Jahre nach seiner Habilitation zum außerordentlichen Professor an der Universitätskinderklinik zu Rostock.
Willi Heine entwickelte nach der politisch bedingten Unterbindung der vor 1961 geknüpften Beziehungen zu Forschungsgruppen und Firmen in der Bundesrepublik Deutschland ein umfangreiches Sortiment von Infusionslösungen, das zunächst in der Zentralapotheke des Universitätsklinikums in Rostock hergestellt und später in die Produktion des VEB Berlin Chemie übernommen wurde. Die parenteralen Nährlösungen Alvesin, Infesol, Multielektrolytlösungen und chemisch definierte Nahrungen wurden auf diese Weise in Rostock entwickelt und getestet.
Auf der Suche nach nicht invasiven Untersuchungsmethoden griff Willi Heine 1978 das von Rudolf Schönheimer 1940 entwickelte massenspektrometrische Verfahren mit 15N-markierten Tracersubstanzen auf. An der Universitätskinderklinik entstand ein massenspektrometrisches Forschungslabor, das in Kombination mit einem mikroökologischen Arbeitsbereich durch Veröffentlichungen auf dem Gebiet des Eiweißstoffwechsels im Säuglingsalter in kurzer Zeit weltweit bekannt wurde.
Willi Heine erhielt auf Grund seines kreativen Schaffens und seiner internationalen Beziehungen Einladungen zu Vorträgen, unter anderem nach Providence, Chapel Hill, St. Louis, Iowa, Evansville und Houston, die er nach den persönlichen, ihm durch das sogenannte Direktorat für Auslandsbeziehungen bereiteten politischen Schwierigkeiten, nach Protesten bis hin zur Androhung der Einreichung eines Ausreiseantrages schließlich 1984 und 1988 verwirklichen konnte.
Im Jahr 1988 erhielt Willi Heine das Angebot, eine Gastprofessur am Baylor College of Medicine in Houston/Texas wahrzunehmen. In den Turbulenzen des sich anbahnenden Untergangs der DDR erhielt Willi Heine zusammen mit seiner Ehefrau im Oktober 1988 die Genehmigung, in die USA ausreisen zu können. Er verbrachte ein Jahr am Children’s Nutrition Research Center in Houston, erarbeitete ein später patentiertes Verfahren zur Messung orozökaler Transitzeiten mit 13C-markierten Glykosylureiden und befasste sich mit der Darstellung von alpha-Laktalbumin aus Molkeneiweiß – einem Schlüsselprotein zur Aufwertung von Säuglingsmilchnahrungen.
Nach der politischen Wende in der ehemaligen DDR 1989 kehrte Willi Heine im September 1990 an seine alte Wirkungsstätte an die Universität Rostock zurück, erhielt dort eine C4-Professur und wurde 1993 zum ordentlichen Universitätsprofessor mit Lehrstuhl ernannt.
Von 1974 bis zu seiner Emeritierung 1996 übernahm Willi Heine die Geschäftsführung der Universitäts-Kinder- und Jugend-Klinik in Rostock.
Willi Heine war bis zuletzt in verschiedenen wissenschaftlichen Institutionen und Gremien tätig. Bis 1994 war er Mitglied des Committee on Nutrition der European Society for Pediatric Gastroenterology and Nutrition (ESPGAN); von 1995 bis 1997 war er Vorsitzender der Ernährungskommission der Deutschen Gesellschaft für Kinderheilkunde e. V.

## Auszeichnungen
- Maxim-Zetkin-Preis der Deutschen Gesellschaft für Pädiatrie der DDR 1980
- Kofranyi-Medaille der Deutschen Akademie für Ernährungsmedizin 1998
- Paracelsus-Medaille der Deutschen Ärzteschaft (1999)